# Hans-Peter Steinacher
Hans-Peter Steinacher (Zell am See, 9 settembre 1968) è un velista austriaco.
Ha vinto due medaglie d'oro olimpiche: una alle Olimpiadi di Sydney 2000 nella classe tornado insieme a Roman Hagara e una ad Atene 2004 nella classe tornado anche in questo caso con Hagara.
Ha partecipato anche alle Olimpiadi 2008.